# رمزی نجم
رمزی نجم (عربی: رامزي نجم؛ زادهٔ ۱ آوریل ۱۹۸۸) ورزشکار هنرهای رزمی ترکیبی آمریکایی فلسطینی است. وی بین سال‌های ۲۰۰۸ تا ۲۰۲۱ میلادی فعالیت می‌کرد.